# مهترخانه

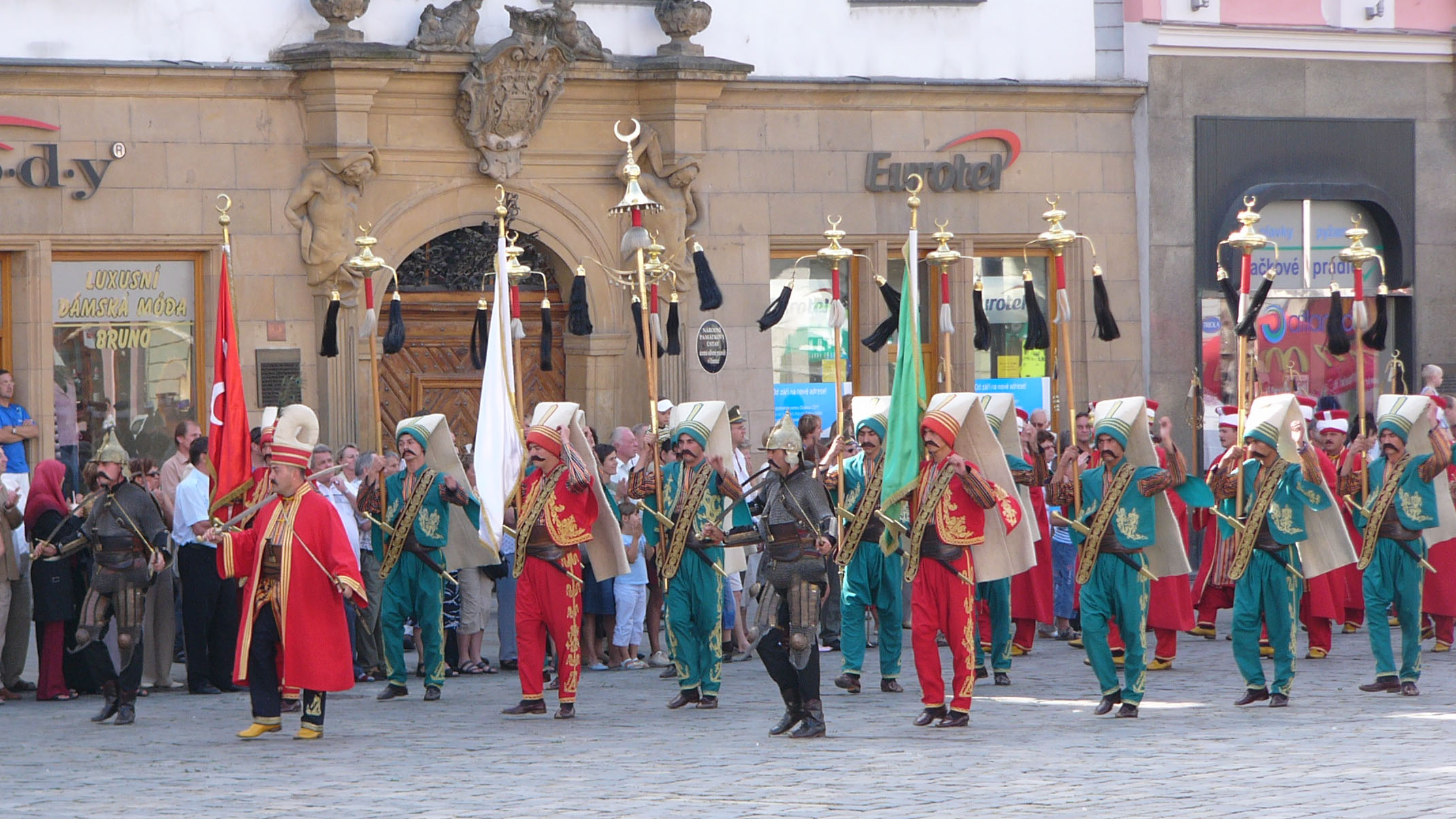
یک گروه مهتر امروزی

گروه‌های موسیقی عثمانی قدیمی‌ترین گروه‌های رزمی نظامی در جهان هستند. اگرچه آنها اغلب با کلمه مهتر شناخته می‌شوند، نام آنها از کلمه mehterân که در فارسی به معنای برتر است گرفته شده) در اروپای غربی، کلمه مهتر تنها به یک نوازنده در یک گروه اشاره دارد. اما در عثمانی، این گروه به‌طور کلی به عنوان مهتران (مهتران seniors) شناخته می‌شدند، اغلب به آن mehter bölüğü (واحد مهتر)، mehter takımı ("جوخه مهتر ") می‌گویند. در اروپای غربی، موسیقی این گروه اغلب به نام موسیقی ینی‌چری نیز خوانده می‌شود، زیرا یانیچرها هسته اصلی گروه‌ها را تشکیل می‌دادند.

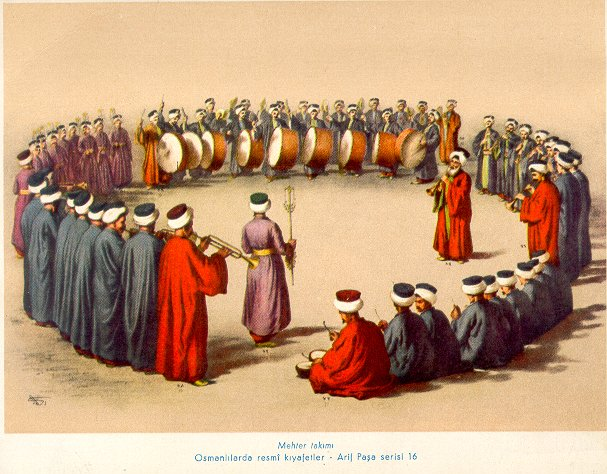
مهتران عثمانی

از گروه‌های موسیقی نظامی نظیر مهتران تا قرن سیزدهم هیچ نامی برده نشده  است.  اعتقاد بر این است که اولین بار «مهتر» توسط سلطان سلجوقی علاءالدین کیقوباد سوم به همراه نامه ای درود بر دولت تازه تأسیس برای عثمان اول فرستاده شد استفاده شده‌است.. از آن پس هر روز بعد از نماز عصر؛ «مهتر» برای حاکم عثمانی نواخته می‌شود. مفهوم گروه‌های موسیقی نظامی، مانند گروه‌هایی که حتی امروزه مورد استفاده قرار می‌گیرند، در قرن شانزدهم از امپراتوری عثمانی به عاریت گرفته شد. صدای مرتبط با مهتران همچنین بر موسیقی کلاسیک اروپایی تأثیر گذاشت، آهنگسازانی مانند جوزف هایدن، ولفگانگ آمادئوس موتزارت، و لودویگ ون بتهوون همگی آهنگ‌هایی را نوشتند که از موسیقی مهتر الهام گرفته‌است یا برای تقلید از موسیقی طراحی شده بودند.
امروزه موسیقی مهتری عمدتاً تشریفاتی است و توسط بسیاری از ترک‌ها به عنوان نمونه ای برجسته از قهرمانی و برای یادآوری گذشته تاریخی ترکیه در نظر گرفته می‌شود.
امروزه، یگان مهتر نیروهای مسلح (Mehter Bölüğü) گروه موسیقی سنتی نیروهای مسلح ترکیه  است و به‌طور منظم در موزه نظامی (Askeri Müze) در استانبول و همچنین در برخی مراسم دولتی اجرا می‌کند. گروه موسیقی تاریخی استانبول وزارت فرهنگ نیز وجود دارد.

## ساختار
انواع مختلف گروه‌ها بر اساس تعداد سازها و نوازندگان به کار طبقه‌بندی می‌شوند: شش لایه (altı katlı)، هفت لایه (yedi katlı) یا نه لایه (dokuz katlı).
در اوایل قرن نوزدهم، گروه موسیقی شخصی وزیر شامل ۹ طبل، فیف و فلوت، هفت شیپور و چهار سنج (به‌علاوه نوازنده تمپان که اختیاری در این گروه قرار می‌گرفت) بود.
لباس‌هایی که مهتران می‌پوشد، علی‌رغم تنوع زیاد در رنگ و سبک، همیشه بسیار رنگارنگ است، اغلب شامل کلاه‌های آجدار بلند که در بالا گشاد هستند و لباس‌های بلندی که در ابریشم‌های رنگارنگ پیچیده شده‌اند. مدیر گروه، رهبر ارکستر و رهبران بخش، همگی لباس‌های قرمز می‌پوشند. یک گارد رنگی با لباس‌های دوره ای و حمل سلاح و پرچم‌های دوران حضور دارد.

### آهنگسازان سرشناس
| قرن شانزدهم       | قرن ۱۷                          | قرن ۱۸     |
| - نفیری بهرام     | - زورنازن ادرنلی داغی احمد چلبی | - حزیر آقا |
| - امیر حک         | ابراهیم آغا زورناباشی           |            |
| - حسن جان         | - مستکم آقا                     |            |
| - گازی گیرای دوم. | - همالی                         |            |

### ترکیبات شناخته شده

#### جدین ددن
یکی از شناخته شده‌ترین این مارش‌ها جدین ددن نام دارد.
متن ترانه
Ceddin, deden, neslin, baban (2x);
Hep kahraman Türk milleti.
Orduların, pek çok zaman, vermiştiler dünyaya şan (2x).
Türk milleti!، Türk milleti! (2x);
Aşk ile sev millieti,
Kahret vatan düşmanını, çeksin o mel'un zilleti (2x).
که می‌توان آن را به فارسی ترجمه کرد:
[به] اجدادتان، پدربزرگتان، فرزندانتان، پدرتان نگاه کنید.
ملت ترک همیشه شجاع بوده‌است.
ارتش‌های شما بارها در سراسر جهان شهرت داشته‌اند. (2x)
ملت ترک، [ای] ملت ترک! (2x)
ملیت [خود] را عاشقانه دوست داشته باشید،
بر دشمنان سرزمین مادری خود غلبه کن، آن ملعونان ذلت را خواهند چشید. (2x)